# San Luis Ayucan
San Luis Ayucan är en ort i Mexiko, tillhörande kommunen Jilotzingo i den västra delen av delstaten Mexiko. Orten hade 3 693 invånare vid folkräkningen 2010. Samhället är beläget i en dal och är kommunens största samhälle sett till befolkningsantal, dock inte dess administrativa huvudort.